# Elisa Rae Shupe
Elisa Rae Shupe (son identité précédente était Jamie Shupe ; son identité de naissance était James Clifford Shupe), née le 10 août 1963 et morte le 27 janvier 2025, est une militaire américaine à la retraite ; en 2016, elle devient la première personnalité aux États-Unis dont le genre non binaire est légalement reconnu (en),. En 2019, elle annonce qu'elle « est revenue à son identité masculine de naissance ». En 2022, elle déclare reprendre son identité trans et elle condamne le mouvement anti-trans, qui se sert de son parcours pour promouvoir la thérapie de conversion. La même année, son nom légal devient Elisa Rae Shupe.

## Biographie
Assignée homme à la naissance, Shupe naît à Washington, D.C. mais elle grandit dans le sud du Maryland, au sein d'une famille comptant huit enfants. En 1987, Shupe se marie avec une femme prénommée Sandy. Une fille est issue de cette union. Shupe s'engage dans l'armée américaine et y sert pendant 18 ans, recueillant plusieurs décorations militaires ; elle prend sa retraite en 2000 avec le grade de sergeant first class.
Shupe déclare avoir été victime de violences physiques et sexuelles de la part de son entourage au cours de son enfance. Sa mère la punissait quand elle estimait que l'enfant avait le comportement d'un petit « sissy » ; Shupe n'a pas eu le droit d'explorer son expression de genre ni son identité de genre. Cette censure a perduré pendant sa carrière militaire, y compris dans les périodes avant et pendant la règle Don't ask, don't tell,. Après avoir pris sa retraite, elle entame une vie de femme trans en 2013. Elle choisit le prénom épicène « Jamie » et convainc l'armée américaine de modifier les dossiers militaires la concernant pour qu'ils soient genrés au féminin,.
En juin 2016, Shupe demande et obtient d'un tribunal du comté de Multnomah (Oregon) que son genre soit reconnu comme non binaire : il s'agit de la première reconnaissance du genre non binaire aux États-Unis,. En novembre de la même année, Shupe reçoit à Washington un certificat de naissance dont le genre est indiqué : « inconnu ». Lambda Legal (en), organisation non gouvernementale de défense des droits et libertés civiques, a par la suite présenté la démarche juridique de Shupe car elle constitue un précédent légal en faveur d'une indication du genre non binaire ; son cas est cité dans le cadre de l'affaire Zzyym v. Pompeo visant à obtenir une identité de genre non binaire sur les passeports américains. D'après San Diego Gay and Lesbian News (en), le parcours judiciaire de Shupe représente « une victoire importante pour la communauté trans ».
Shupe se montre critique envers la chirurgie de réattribution sexuelle, mettant en garde sur — d'après elle — des taux élevés de complications médicales. Elle a par ailleurs exprimé son opposition à la présence de personnes trans dans l'armée.
En janvier 2019, Shupe annonce qu'elle ne s'identifie plus comme non binaire et qu'elle revient à son identité masculine. Shupe fait part de son intention d'une détransition dans un média de tendance conservatrice : The Daily Signal (en). Ce texte se propage de manière virale parmi certains opposants aux personnes trans. Lors d'un évènement de Family Policy Alliance (en) (association américaine de tendance chrétienne conservatrice), Shupe prend la parole puis elle est invitée dans un groupe secret de personnalités politiques hostiles aux droits des personnes trans ; ce groupe se trouve sous la houlette du politicien Fred Deutsch (en). À l'époque, Shupe traverse des difficultés d'ordre psychologique et elle finit par estimer que ces groupes conservateurs exploitent son parcours.
À partir de 2021, elle utilise le nom « Lisa Shupe » et, en 2022, elle publie une déclaration voulant que, durant sa période de détransition, elle a aidé à promouvoir la thérapie de conversion en public alors qu'en privé, elle recourait à l'automédication en absorbant des œstrogènes, ce qui a conduit à la formation d'un caillot sanguin potentiellement mortel. Elle déclare : 

« j'écris aussi ce texte dans l'espoir d'empêcher ces groupes de m'utiliser comme une marionnette dans leur guerre vicieuse, dans le domaine législatif ou d'autres domaines, contre la communauté trans. Pour rappel, j'ai formellement coupé les ponts avec les groupes de féministes radicales et critiques du genre », de conservateurs ou les groupes fondés sur des convictions religieuses. »

Peu après en 2022, son état-civil évolue sur le plan juridique : son nom est désormais Elisa Rae Shupe. En mars 2023, elle diffuse plus de 2 600 pages d'emails échangés entre 2017 et 2023 ; cette correspondance reflète ses propres discussions avec un groupe de personnes que Mother Jones décrit comme « les représentants d'un réseau de militants et d'organisations à l'avant-garde du mouvement anti-trans »,.
Le 27 janvier 2025, elle se tue à Syracuse. Elle laisse derrière elle une lettre d'adieu dans laquelle elle dénonce le racisme et la transphobie aux États-Unis.